# كلاديون دبوسي
كلاديون دبوسي (الاسم العلمي:Caladium clavatum) هو نوع من النباتات يتبع جنس الكلاديون من الفصيلة اللوفية.